# Stactobia bifur
Stactobia bifur är en nattsländeart som beskrevs av Schmid 1983. Stactobia bifur ingår i släktet Stactobia och familjen smånattsländor. Inga underarter finns listade i Catalogue of Life.